# NK Velika Mlaka
NK Velika Mlaka nogometni je klub iz Velike Mlake u Zagrebačkoj županiji. Klub se u sezoni 2010./2011. natječe samo u mlađim dobnim kategorijama. 

## Povijest
Nakon Drugog svjetskog rata u Velikoj Mlaki 1947. godine osnovan je Fiskulturni aktiv "Omladinac". U ekipi su nastupali redom Velikomlačani. Vrlo brzo nakon osnivanja klub je promijenio ime u Sportsko društvo "Traktoristi", prema prvom traktoru u kraju, na kojega su Velikomlačani bili ponosni. Momčad Traktorista se vrlo uspješno natjecala u ligaškom i kup natjecanju, tako da su 1957. godine čak bili osvajači Kupa Mladosti u svom savezu. Nakon toga slijedi još jedna promjena imena, 1960. godine klub nosi novo ime NK Napredak, prema nazivu lokalne poljoprivredne zadruge.
NK Napredak je kroz svoju povijest postizao odlične rezultate, te je stalno bio u vrhu turopoljskog nogometa. Vrhunac 1980-ih bio je ulazak u 1. ligu Zagrebačkog nogometnog saveza, tadašnji 4. rang natjecanja u Jugoslaviji.
Klub je sedam godina bio član 3. hrvatske nogometne lige, da bi u sezoni 1994./95. ušao u 2. HNL i tamo se sadržao tri sezone. 

#### Spajanje klubova
Zbog zahtjeva visokog ranga natjecanja u kojem je sudjelovao NK Napredak, lokalni igrači više nisu imali mogućnosti nastupati u prvom sastavu, pa je 1992. godine u naselju osnovan drugi klub - NK Velika Mlaka, koji je okupio 20-ak velikomlačkih momaka te se uključio u natjecanje u najnižem rangu. Nakon jedne odigrane sezone klub je bio pred prestankom djelovanja, ali su se dogovorom vodstava NK Napredak i NK Velika Mlaka 1997. godine klubovi spojili, i od tada klub nosi ime NK Velika Mlaka.